# Томас Белл
Томас Белл (англ. Thomas Bell; 1792—1880) — англійський зоолог, хірург-стоматолог і письменник, народився в Пулі, Дорсет, Англія.

## Біографія
Томас Белл був сином однойменного лікаря Томаса Белла та його дружини Сьюзан Госсе. Спочатку він відвідував школу у своєму рідному місті, а потім школу в Шефтсбері, перш ніж розпочати навчання в лікарні Гая та лікарні Святого Томаса в 1813 році. У 1815 році він вступив до Королівського коледжу хірургів. У 1817 році він змінив Джозефа Фокса (1776—1816) на посаді стоматолога в лікарні Гі, а також почав читати там лекції з порівняльної анатомії. Близько 1819 року Белл почав використовувати амальгамові пломби у своїй практиці.
У 1815 році Белл став членом Товариства Ліннея, а в 1817 році також членом Геологічного товариства. Особливо його цікавила зоологія. У 1824 році разом з Джоном Джорджем Чайлдсом (1777—1852), Джеймсом де Карлом Соуербі та Джорджем Бреттінгемом Сауербі (1780—1854) він заснував «Зоологічний журнал», у якому до 1835 року було опубліковано 5 томів. Там він також опублікував свої перші описи нових видів рептилій, таких як Uromastyx acanthinura, Cuora trifasciata і морські ігуани з Галапагоських островів (Amblyrhynchus cristatus).
10 січня 1828 року він став членом Королівського товариства, в якому працював з 1848 по 1853 рік, спочатку секретарем і двічі віцепрезидентом (1853—1854 і 1858—1860).
Маючи монографію (A Monograph of the Testudinata), яка спочатку планувалась складатися з восьми томів і була проілюстрована 40 платівками Джеймса де Карла Совербі та Едварда Ліра, він намагався з 1832 по 1836 роки узагальнити всіх відомих нині живих і вимерлих черепах в одній праці. У 1836 році він став професором зоології в Королівському коледжі Лондона, і займав цю посаду до самої смерті. В «A history of British Quadrupeds», опублікованій цього року, Белл розглядав британських наземних хребетних. У другому виданні, яке вийшло через рік, були додані розділи про китів. За цим у 1839 році вийшла «A history of British reptiles», робота, в якій він нарешті звернувся до своєї спеціальності — рептилій.
Коли Чарльз Дарвін повернувся до Лондона після своєї подорожі на HMS Beagle наприкінці 1836 року, Белл виявив особливий інтерес до його рептилій. Нарешті Дарвін запросив його для запланованої роботи над The Zoology of the Voyage of H.M.S. Beagle для редагування рептилій як п'ятий том. Однак остаточне завершення цієї частини було відкладено через тривалу хворобу Белла.
З 1844 по 1859 рік Белл був першим президентом товариства Рей, щойно заснованого в 1844 році. У тому ж році він став почесним членом Королівського коледжу хірургів. З «A History of the British Stalk-eyed Crustacea», опублікованою між 1844 і 1853 роками, він написав стандартну роботу про британських ракоподібних. У 1848 році Белл став секретарем Лондонського товариства Ліннея, президентом якого він був з 1853 по 1861 рік.
Белла обирали членом різних закордонних наукових товариств. 24 травня 1853 року він став членом Леопольдіни як «Лінней II». Він був членом-кореспондентом Академії природничих наук Філадельфії, Бостонського товариства природної історії, Паризького товариства природознавства та членом Угорської академії наук.
У 1866 році Белл придбав у внучатої племінниці Гілберта Уайта (1720—1793) будинок у Селборні під назвою «The Wakes» і пішов там на пенсію. У 1877 році він опублікував розширене видання праці Уайта «The Natural History of Selborne».
Фредерік Вільям Хоуп (1797—1862) придбав колекцію черепах і черепах, крокодилів і ящірок Белла в 1862 році й подарував їх Оксфордському університету. Того ж року Джон Вествуд (1805—1893) купив колекцію ракоподібних Белла і також заповів її Оксфордському університету. Тепер ці частини його колекції можна побачити в Музеї природної історії Оксфордського університету.

## Вшанування
Белл згадується в наукових назвах кількох видів і підвидів рептилій: Chrysemys picta belli, Gonocephalus bellii, Kinixys belliana, Leiolepis belliana, Leiosaurus bellii, Liolaemus bellii, Myuchelys bellii, Plestiodon lynxe bellii.

## Праці
- A Monograph of the Testudinata. 1832—1836.
- A History of British Quadrupeds. 1836.
- A History of the British Stalk-eyed Crustacea. Paternoster Row, London: John Van Voorst. 1844—1853.